# Fable (album de Faye Wong)
Pour les articles homonymes, voir Fable (homonymie).
Albums de Faye Wong
Only Love Strangers
(1999) Faye Wong
(2001)
Fable, sorti en octobre 2000, est le dix-septième album de Faye Wong. Ce dix-septième album est sorti sur le label EMI. Il est l'album le plus vendu de Faye, à plus de 10 millions d'exemplaires, un record pour une artiste asiatique.

## Titres
1. The Cambrian Period (寒武紀)
2. New Tenant (新房客)
3. Chanel (香奈爾)
4. Asura (阿修羅)
5. Flower Of Paradise / The Flower Out There (彼岸花)
6. If You Are False (如果你是假的)
7. I Like It Much More Than You Do / I Don't Love Anyone Who Doesn't Love Me (不愛我的我不愛)
8. Those You Don't Like, I Don't Like / I Like It More Than You (你喜歡不如我喜歡)
9. Goodbye Firefly / Luciole (再見螢火蟲)
10. The Book of Laughter And Forgetting / Book of Exhilaration (笑忘書)
11. Firefly (螢火蟲) (cantonese version of Goodbye Firefly)
12. Love Letter To Myself (給自己的情書粵) (cantonese version of Book of Exhilaration)
13. Eyes on me REMIX (dans l'édition japonaise)